# Gobernación de Jericó
La gobernación de Jericó (en árabe: محافظة أريحا) es una de las dieciséis gobernaciones del Estado de Palestina. Se encuentra en la zona oriental de Cisjordania, a lo largo del norte del mar Muerto y en la parte sur del valle del río Jordán fronterizo con Jordania. La Gobernación se extiende hacia las montañas del oeste, al este de la Gobernación de Ramala y Al Bireh y de la Gobernación de Naplusa, y al noroeste de la gobernación de Jerusalén, incluyendo el extremo norte del desierto de Judea.
La población de la Gobernación de Jericó se estima en 31.501 habitantes, de los cuales unos 6.000 refugiados palestinos se reparten en dos campos de refugiados.
La agricultura es importante para la economía de la gobernación, especialmente en el valle del Jordán, cerca de Jericó, su capital. Jericó es a menudo considerado el más antiguo asentamiento permanente en el mundo; sus muchos sitios históricos y arqueológicos atraen a numerosos turistas a la zona.
El Parque de Eliseo es un oasis situado en el término municipal de Jericó. Está organizado alrededor del manantial que le da su nombre (también llamado Fuente de Eliseo, por el profeta del Antiguo Testamento o Ein as-Sultan), y alberga huertos de árboles cítricos, palmeras de dátiles y plataneros, así como especies tropicales.
El 7 de noviembre de 1927, un terremoto de gran magnitud con epicentro cerca de Jericó, en el valle del Rift del Jordán, mató a 350 personas y causó daños importantes en la Palestina bajo Mandato Británico.

## Ciudades
- Jericó

## Municipios
- al-Auja
- al-Jiftlik

## Pueblos
- al-Fasa'il
- an-Nuway'imah
- Ein ad-Duyuk at-Tahta
- Ein ad-Duyuk at-Foqa
- az-Zubaidat

## Campos de refugiados
- Aqabat Jaber
- Ein as-Sultan